# New York State Route 373
Die New York State Route 373 (NY 373) ist eine kurze State Route im New Yorker Essex County, innerhalb des Adirondack Park. Sie beginnt am U.S. Highway 9 (US 9) und führt ostwärts zu einem Fähranleger am Lake Champlain. Sie kreuzt zwei County Routes, mehrere lokale Straßen und eine Reference Route — NY 912T — die sie mit US 9 verbindet. NY 373 ist die einzige Verbindung zwischen US 9 und dem Weiler Port Kent und dem dortigen Fähranleger.
Der Weiler Port Kent und die Verbindungsstraße wurden ursprünglich 1823 errichtet. Der Weiler diente dazu, Arbeitskräfte für die Eisenproduktion und die industriellen Bedürfnisse des Essex County unterzubringen. Port Kent wuchs und wurde schließlich über eine Fähre (Fahrtzeit: eine Stunde) mit Burlington, Vermont verbunden. Der Anfang der Straße befand sich ursprünglich in Keeseville, wurde aber in den 1830er Jahren Teil des Port Kent and Hopkinton Turnpike. Die Landstraße, die heute NY 373 ist, war 1919 Bestandteil des Theodore Roosevelt International Highway.
Als die NY 373 im Jahr 1930 eingerichtet wurde, unterlag ein Teil der Streckenunterhaltung der Town of Chesterfield. Dieser Abschnitt wurde 1985 der Unterhaltspflicht des Bundesstaates übergeben.

## Streckenbeschreibung

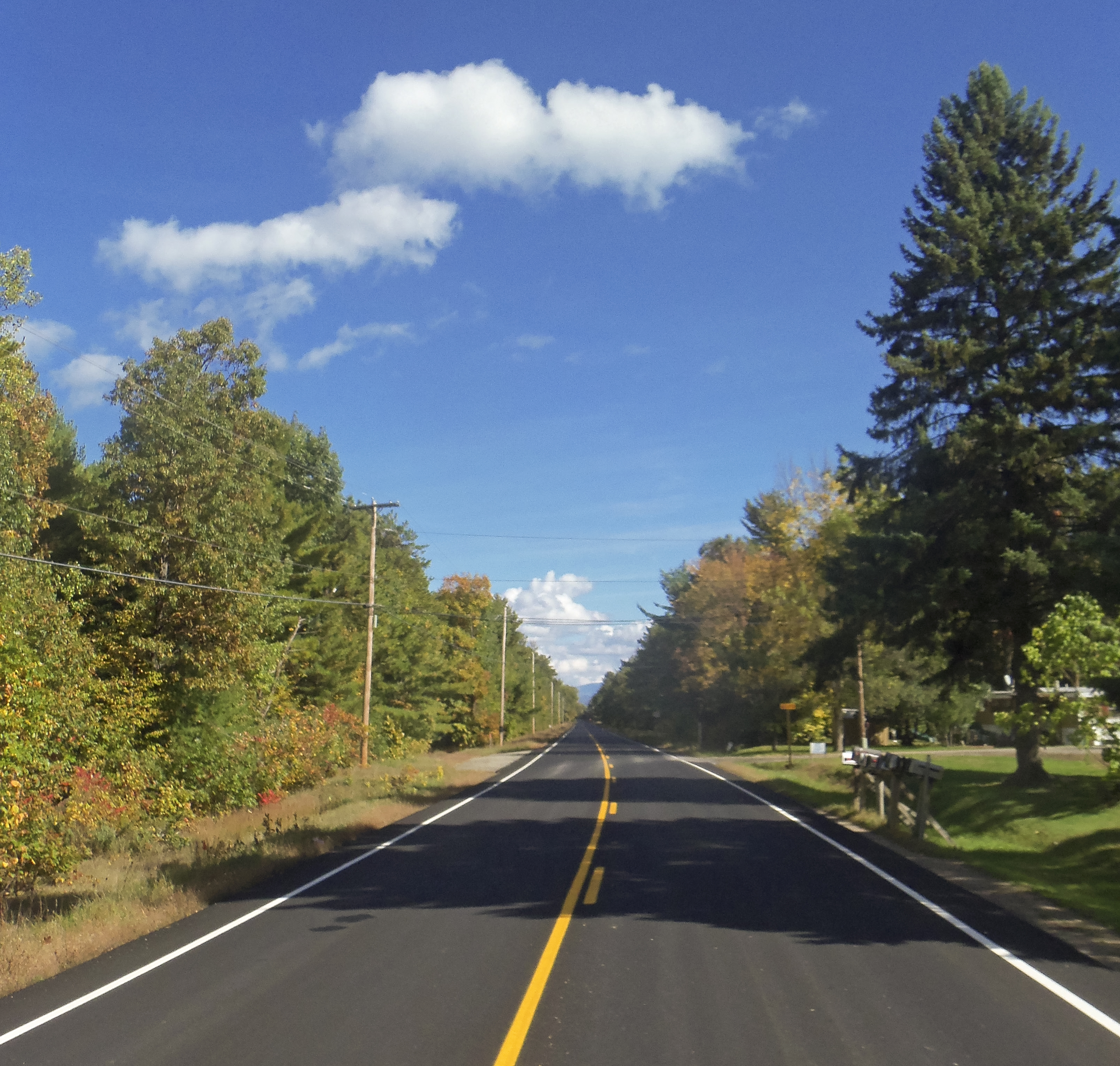
Blick entlang der NY 373 bei Bolton Acres, nach Osten

Die NY 373 liegt vollständig innerhalb des Adirondack Park und beginnt an der US 9 an der Ausable Chasm, einer tiefen, mit Bäumen bewachsenen Schlucht in der Town of Chesterfield. Sie kreuzt nach etwa 150 Metern die NY 912T, ihre südliche Verbindung mit der US 9. Sie führt weiter und kreuzt die County Route 71 (CR 71), bevor sie direkt nördlich des Ausable River in ostsüdöstliche Richtung führt. Der Highway kreuzt dann CR 17 und mehrere lokale Straßen, bevor nach Ostnordosten führt.
Die Straße passiert einen Golfplatz und erreicht Port Kent, wo sie weitere örtliche Straßen kreuzt, die zumeist zu Wohnhäusern und Gewerbebetrieben führen. Nach dem Ortsende verläuft die Landstraße nach Norden, überquert zwei Bahngleise der Canadian Pacific Railway und passiert die Port Kent-Amtrak-Station und endet nach einer Kehre am Fähranleger der Burlington–Port Kent Ferry.
Die Burlington–Port-Kent-Fähre verbindet die NY 373 und den Weiler Port Kent mit der City of Burlington, Vermont. Diese Fährverbindung ist die längste der drei Fährverbindungen über den Lake Champlain, da sie ihn an seiner breitesten Stelle quert. Sie wird betrieben von der Lake Champlain Transportation Company und verkehrt außerhalb der Wintermonate.

## Geschichte

### Port Kent und die frühe Landstraße nach Keeseville
1823 wurde ein Unternehmen gegründet, um eine Siedlung und einen Fischereihafen am Lake Champlain gegenüber von Burlington, Vermont, um das Wachstum der Eisenproduktion zu unterstützen und Rohstoffe ins Essex County zu bringen. Da neugegründete Unternehmen gab sich den Namen „Port Kent“ und wählte als Standort für die Siedlung eine Stelle nördlich von Trembleau Point. Die ursprüngliche Trasse der heutigen NY 373 begann als ein breiter Weg, der gebaut wurde, um Port Kent vom nahegelegenen Dorf Keeseville erreichen zu können.
Die heutige Trasse der NY 373 liegt vollständig innerhalb des Adirondack Park, einem in den 1880er Jahren eingerichteten Schutzgebiet. Der Adirondack Park wird vom Bundesstaat New York unterhalten und war geschaffen worden, weil es Befürchtungen gab, dass das Gebiet vollständig abgeholzt werden würde. Die Forstwirtschaft war ein wesentlicher Bestandteil der Wirtschaft im Bundesstaat, doch durch The New York Times und andere wurden Proteste gegen das Abholzen ganzer Berge und Wälder geäußert. In den 1880er Jahren wendete sich die öffentliche Meinung gegen die Holzfällunternehmen, und 1885 wurde der Park gegründet. Es war das erste bundesstaatliche Waldschutzgebiet (State Forest Preserve) in den Vereinigten Staaten. Zusätzlichen Schutz erfuhr der Park 1894, als die New Yorker Verfassung erweitert wurde, mit dem der Verkauf von Bauholz aus Staatsparks verboten wurde.

### Alte Strecken und Trassenführungen

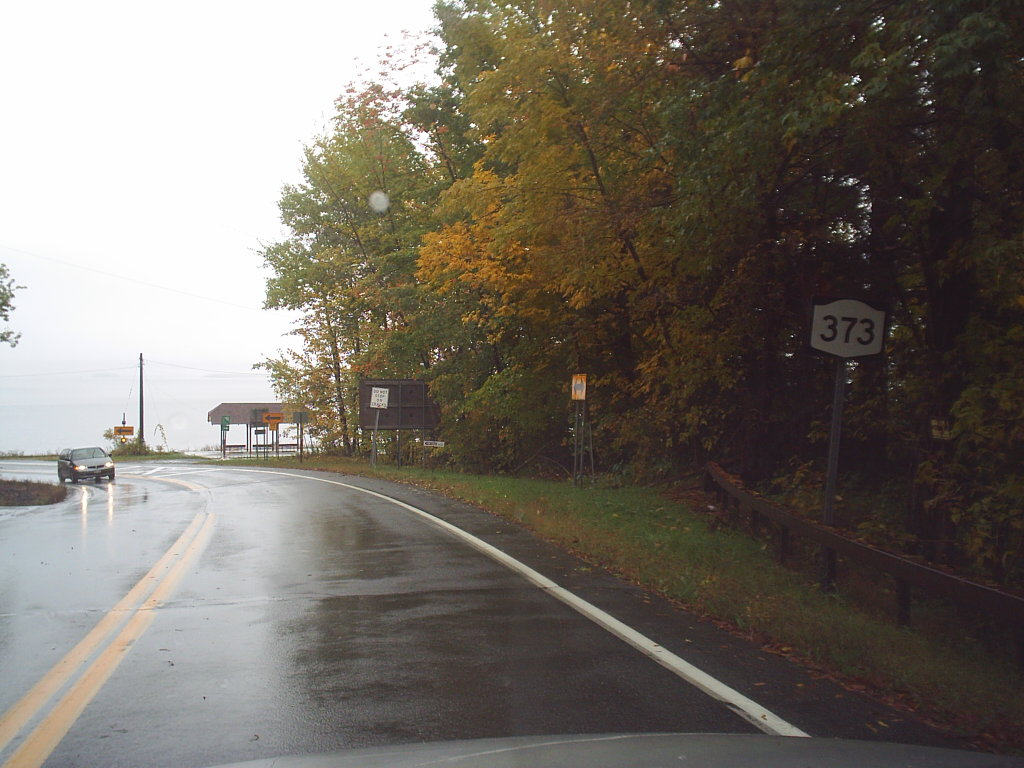
NY 373 in östlicher Richtung mit dem Lake Champlain

Am 16. April 1827 wurde ein Team aus drei Landvermessern beauftragt, den Streckenverlauf für eine neue Landstraße von der im nordöstlichen Teil des St. Lawrence County Stadt Hopkinton zum Lake Champlain zu bestimmen. Diese Erkundung nahm 26 Tage in Anspruch, dann wurde festgelegt, dass die Landstraße beim heutigen Fort Kent auf den See treffen sollte. Das Gesetz, mit dem der Bau der Landstraße genehmigt wurde, verabschiedete die New York State Legislature am 18. April 1829. Insgesamt wurden vom Bundesstaat New York durch dasselbe Gesetz für das Projekt rund $38.500 (äquivalent zu $1.156.797 in Preisen von 2025) zur Verfügung gestellt.
Die 75 Meilen (121 km) lange Landstraße wurde 1833 als Mautstraße mit dem Namen Port Kent and Hopkinton Turnpike eröffnet. Sie hatte zuerst nur eine Mautstelle, ungefähr in der Mitte der Strecke. Zwei Jahre später baten die Betreiber der Strecke in einer Eingabe an den Bundesstaat, stattdessen an jedem Ende der Straße eine Mautstelle einzurichten, die jeweils eine Hälfte der Maut erheben sollte. Sie glaubten, dass dies zu höheren Einnahmen führen und so den weiteren Unterhalt der Landstraße erwirtschaftet werden würde. Die Änderung wurde genehmigt; die Mautpflicht für die Strecke wurde aber trotzdem drei Jahre später, am 30. März 1838, aufgehoben. Zu diesem Zeitpunkt ging der Unterhalt für die Straße an die Towns über, in deren Gebiet sie verlief.
Im Jahr 1919 wurde der Theodore Roosevelt International Highway, eine transkontinentale Straßenverbindung von Portland (Oregon), Oregon nach Portland, Maine eingerichtet. In östlichen New York führt die Trasse durch Keeseville, Ausable Chasm und Fort Kent entlang des vormaligen Port Kent and Hopkinton Turnpike, bevor sie mit der Fähre Burlington–Port Kent über den Lake Champlain Vermont erreichte.
Irgendwann nach 1920 übernahm der Bundesstaat New York den Unterhalt des größten Teils der Straße zwischen Ausable Chasm und Port Kent. Bei der Neunummerierung der New York State Routes 1930 wurde der komplette Verlauf der Landstraße zwischen Ausable Chasm und dem Fähranleger in Port Kent als NY 373 ausgewiesen, dies trotz des Umstandes, dass ein kleiner Teil der Straße östlich der Lake Street in Port Kent zu dem Zeitpunkt nicht vom Bundesstaat New York unterhalten wurde. Am 1. April 1985 gingen Eigentum und Unterhaltspflicht dieses Abschnittes der NY 373 östlich der Lake Street von der Town of Chesterfield an den Bundesstaat über.

## Wichtige Kreuzungen
Der Verlauf der Strecke liegt vollständig innerhalb der Town of Chesterfield im Essex County, New York.

## Belege
1. ↑  Burlington, VT–Port Kent, NY. Lake Champlain Transportation Company, archiviert vom Original (nicht mehr online verfügbar) am 9. Mai 2008; abgerufen am 26. Januar 2020 (englisch).
2. ↑  John Austin Stevens, Benjamin Franklin DeCosta, Henry Phelps: The Magazine of American History with Notes and Queries. A. S. Barnes, 24. September 1823, S. 372 (englisch, google.com).
3. ↑  Adirondack Forest Preserve. National Park Service, 1. November 2007, archiviert vom Original (nicht mehr online verfügbar) am 13. Dezember 2007   (englisch).
4. ↑  Richard Greenwood: National Register of Historic Places Inventory Nomination: Adirondack Forest Preserve. (PDF) National Park Service, 7. Februar 1976   (englisch).
5. ↑  The Constitution of the State of New York. New York State Senate, archiviert vom Original (nicht mehr online verfügbar) am 17. März 2008; abgerufen am 30. Januar 2020 (englisch).
6. 1 2  Franklin Benjamin Hough: A History of St. Lawrence and Franklin Counties, New York. Little and Co, Albany, New York 1853, S. 327, 497, 568 (englisch, Textarchiv – Internet Archive): “Port Kent Road.”
7. ↑  Niles’ Weekly Register. In: The Franklin Press. Band 33. Baltimore, Maryland 1828, S. 131 (englisch, google.com).
8. 1 2  New York State Legislature (Hrsg.): Laws of the State of New York, passed at the Fifty-first session, second meeting, 1828, and Fifty-second session, 1829. E. Croswell, Albany 1829, S. 265–268, hier S. 267 (englisch, books.google.com).
9. ↑  New York State Legislature: Documents of the Senate of the State of New York, Fifty-eighth session. Band 1. E. Crowell, 1835, S. 9–10 (englisch, google.com).
10. ↑  New York State Legislature: Journal of the Senate of the State of New York at their Fifty-eighth session. E. Crowell, 1835, S. 41, 47–48, 76 (englisch, google.com).
11. ↑  New York State Legislature: Journal of the Assembly of the State of New York at their Fifty-eighth session. E. Crowell, 1835, S. 159, 167 (englisch, google.com).
12. ↑  New York State Legislature: Laws of the State of New York passed at the Sixty-first session of the Legislature. E. Crowell, 1838, S. 96–97 (englisch, google.com).
13. ↑  Max J. Skidmore: Moose Crossing: Portland to Portland on the Theodore Roosevelt International Highway. Hamilton Books, 2006, ISBN 0-7618-3510-5 (englisch).
14. ↑  Official Automobile Blue Book. Band 1. Automobile Blue Books Inc., 1926 (englisch).
15. ↑  New York State Department of Highways: Report of the State Commissioner of Highways. J. B. Lyon Company, Albany, New York 1920, S. 274 (englisch, google.com [abgerufen am 30. Januar 2020]).
16. ↑  General Drafting (Kartograph): Road Map of New York.  [Karte]. Hrsg.: Standard Oil Company of New York. 1930 (englisch).
17. ↑  New York State Department of Transportation (Hrsg.): Keeseville Digital Raster Quadrangle.  [Karte], Maßstab 1:24.000. 1979 (englisch, ny.gov [abgerufen am 31. Januar 2020]).
18. ↑  New York State Legislature: New York State Highway Law § 341. Abgerufen am 31. Januar 2020 (englisch).
19. ↑  2008 Traffic Data Report for New York State. (PDF) New York State Department of Transportation, 16. Juni 2009, S. 302, abgerufen am 31. Januar 2020 (englisch).